# Jean-Baptiste Barla
Joseph Hieronymus (Jérome) Jean-Baptiste (Giambattista) Barla (n.  3 mai 1817, Nisa, Regatul Sardiniei) – d. 6 noiembrie 1896, Nisa, Franța) a fost un botanist specializat în orhidee, micolog precum un acuarelist și desenator francez de origine italiană. Abrevierea numelui său în cărți științifice este Barla.

## Biografie

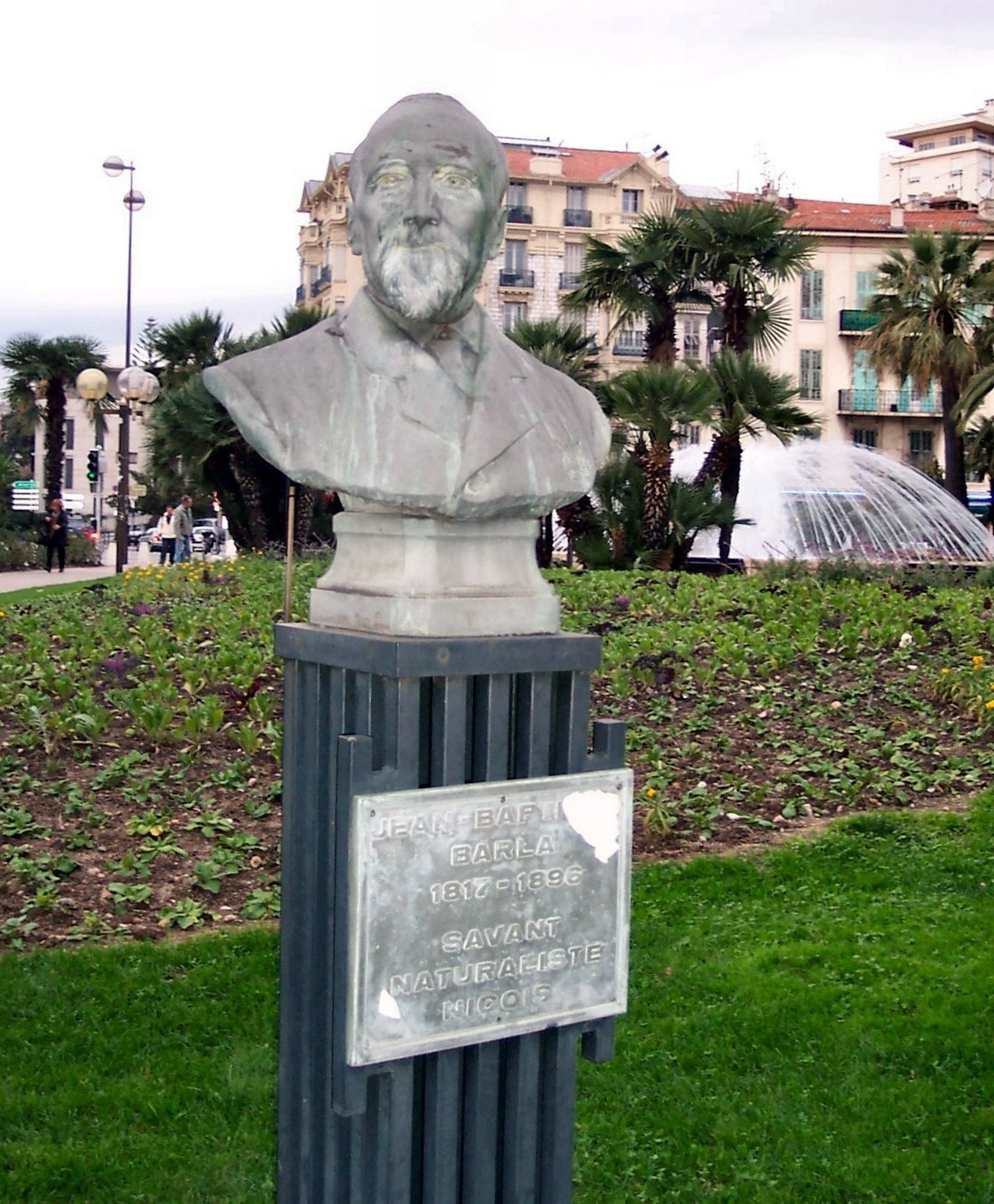
Bustul lui Barla la Muzeul de Istorie

Jean-Baptiste s-a născut la Nisa, pe atunci încă în Regatul Sardiniei, ca cel mai tânăr copil și singurul fiu al comerciantului Guiseppe Barla și a Madeleinei, fiicei lui Jérôme Contesso, unui negustor înstărit. 
Barla a fost interesat de istoria naturală încă din copilărie. A fost student al naturalistului Giuseppe Antonio Risso, zis Antoine Risso [1777-1845) și a început să se intereseze de flora regiunii. 
Când Jean-Baptiste Barla a ajuns în Sardinia în 1841, a avut 24 de ani. A sosit pe insulă invitat de sora sa Luigia, soția unui căpitan al grenadierilor piemontezi, Bruno Boglione, staționat în Cagliari. Astfel, un tânăr din Nisa rătăcea prin Sardinia, înarmat cu caiete vopsea și pensule, dispus să înțeleagă aspectele și detaliile vieții zilnice de pe acolo, dar și gata să-și cultive pasiunea pentru științele naturale și botanica. Astfel a avut oportunitatea de a-și valorifica abilitățile artistice remarcabile, iar din timpul acestei șederi au rămas într-adevăr trei albume de desene referitoare la costumele populare și vederi ale insulei. Două dintre aceste albume, deținute de un colecționar, cu 119 ilustrații, au fost expuse la Cagliari în aprilie 2010. Un al treilea album mai conține aproximativ 80 de acuarele și desene. După cum reiese din documentele Muzeului de Historie Naturală din Nisa, multe dintre aceste note și ilustrații se referă și la plantele colectate în timpul excursiei sale în Sardinia.
În 1846, Barla a fondat împreună cu farmacistul și naturalistul Jean-Baptiste Vérany (1800-1865) primul muzeu în Nisa, anume „Muzeul de Istorie Naturală din Nisa” (Muséum d'histoire naturelle de Nice), Vérany fiind primul director al instituții. 

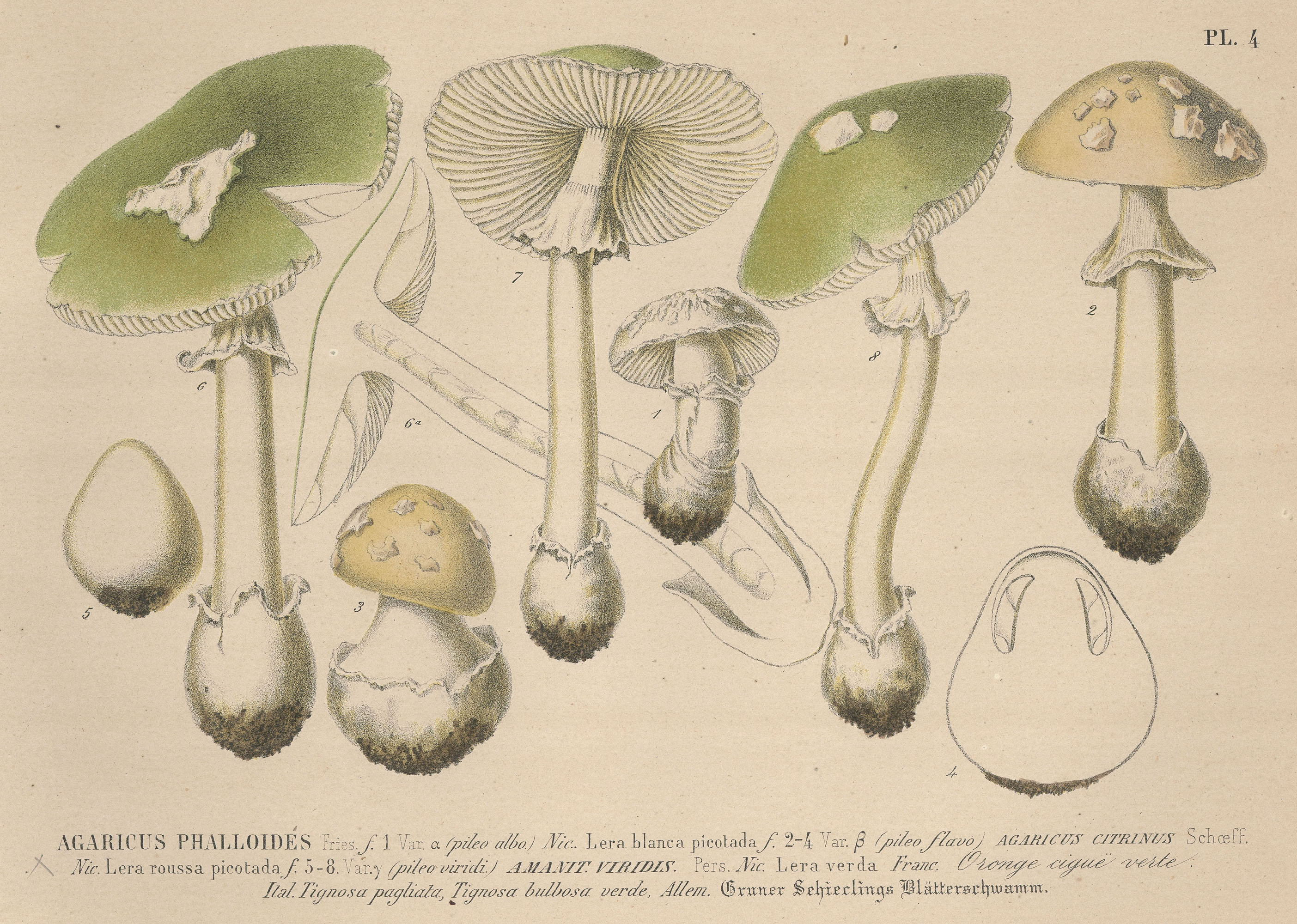
Barla: Agaricus phalloides

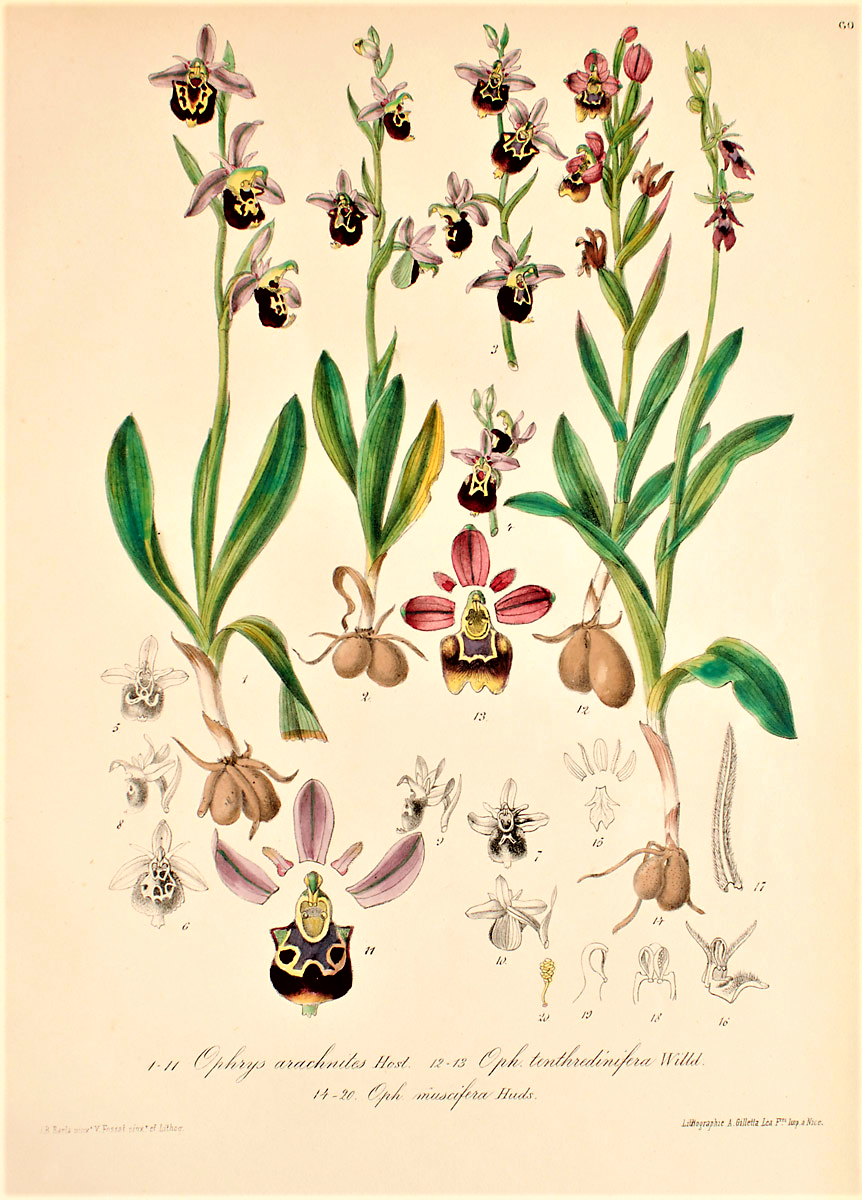
Barla: Ophrys aranchites

Ulterior, a dezvoltat o pasiune pentru micologie și și-a publicat prima lucrare în 1855, anume Tableau comparatif des champignons comestibles et vénéneux de Nice urmată de altele, iar în 1868 a publicat o operă asupra orhideelor precum, una asupra florei din Nisa și al Alpilor Maritimi.
Când Vérany a murit pe 1 martie 1865, Barla a preluat direcția muzeului. De atunci a început să creeze 7000 mulaje de ciuperci în ceară pe care le-a expus acolo. Întrucât activitatea sa de cercetare a consumat foarte mult timp și fiind un om cu mijloace independente, deși expert în desen și acuarelă, l-a angajat pe Vincenzo Stefano Etienne Del Fossat, zis Vincent Fossat (1822-1897), un pictor în acuarele italian, pentru a-l ajuta în ilustrarea mulajelor și câtorva plăci. Astfel a fost creat primului fundal iconografic cu mii de exponate, o colecție neprețuită în muzeul de astăzi.
În 1885, Barla a fost membru fondator al „Societății micologice din Franța (SMF)”,  (Société mycologique de France, prima societate micologică din lume. După ce global nu a existat o asociație similară, fondarea ei a avut un efect considerabil pentru acea vreme. În continuare, micologul  a publicat periodic în Bulletin de la Société mycologique de France, jurnalul asociației.
În tot acel timp a corespondat cu botaniști francezi (d. ex. Lucien Quélet, Émile Boudier și străini (d. ex. Giacomo Bresadola, Pier Andrea Saccardo), recunoscând că a învățat mult din publicațiile lor. De acea a dedicat principala sa operă micologică Flore illustrée des Alpes Maritimes botanistului italian Filippo Parlatore (1816-1877). Cercetările sale de pionierat i-au permis să-și demonstreze mintea liberă cu privire la colegii săi. El a fost un precursor în special în nomenclatura franceză Carl Linnélineană. Opera sa este încă de autoritate în domeniile orhideelor.
Ultima lucrare de cercetare a lui Barla s-a preocupat cu ihtiologia, în primul rând cu studiul speciilor de pești de pe litoralul Nisei. Această colecție naturalistă alcătuită de Barla, cu aproape 1500 de pești uscați, este una deosebită, atât pentru numărul de exemplare, cât și pentru metoda de conservare.
După ce savantul a rămas fără copii, a lăsat moștenire către orașul Nisa, în „Fondul Barla”, o mare parte din proprietatea sa, inclusiv clădirea Muzeului de Istorie Naturală precum biblioteca sa vastă și colecțiile sale extinse cu multe ierbare, 6800 acuarele, 7000 mulaje de ciuperci, și aproximativ 1500 pești uscați. Toate exponatele pot fi admirate în muzeu. 
În semn de omagiu, orașul Nisa a denumit un pod (27 aprilie 1899) și o stradă în memoria sa, deși podul nu mai există astăzi.
Alte referințe pentru biografie:

## Specii descrise de Barla (selecție)
- Agaricus deliciosus var. violaceus  Barla (1859) , (Russulaceae)
- Armillaria mellea var. bulbosa Barla (1887) (Physalacriaceae)
- Amanita boudieri  Barla (1887)   (Amanitaceae)
- Amanita lepiotoides  Barla (1885)   (Amanitaceae)
- Clathrus nicaeensis Barla (1879), Phallaceae
- Epipactis palustris var. ochroleuca  (Barla) (1868) (Orchidaceae)
- Hydnum repandum var. rufescens  Barla (1859) , (Hydnaceae)
- Lepiota olivieri Barla (1886) , (Agaricaceae)
- Macrolepiota fuliginosa  (Barla) Bon (1981) , (Agaricaceae)
- Serapirhiza sambucinolingua  (Barla) Garay & H.R.Sweet (1961), (Orchidaceae)

## Genuri și specii denumite în onoarea lui Barla (selecție)
Pe lângă două genuri și câteva specii de orhidee, ciupercile (genuri și specii) denumite în onoarea lui Jean-Baptiste Barla sunt:
| - Barlaea, gen, Sacc., 1889, în prezent Lamprospora (Pyronemataceae) - Barlaea, gen de orhidee, Rchb.f, 1876, în prezent Cynorkis (Orchidaceae) - Barlaeina, gen Sacc. & P.Syd., 1899, în prezent Lamprospora (Pyronemataceae) - Barlia, gen Parl., 1858, azi Himantoglossum L., 1753 (Orchidaceae) - Barlia longibracteata (Rchb.f. ex Parl., 1858) Barlia robertiana Loisel.) Greuter, 1967 (Orchidaceae) - Acetabula barlae Boud. 1907, în prezent Helvella acetabulum (Helvellaceae) - Amanita barlae Quél, 1884 (Amanitaceae) - Boletus barlae Fr., 1874 (Boletaceae) - Ciliaria barlae Boud., 1887, în prezent Scutellinia barlae (Pyronemataceae) - Clavaria barlae Bres., 1916 (Clavariaceae) - Geoglossum barlae Boud., 1889 (Geoglossaceae) - Helvella barlae Boud. & Pat., 1888 (Helvellaceae) | - Lepiota barlae Pat., 1905 (Agaricaceae) - Lepiota barlaeana Pat., 1909 (Agaricaceae) - Masdevallia barlaeana Rchb.f, 1876 (Orchidaceae) - Peziza barlaeana Bres. 1898, în prezent Pachyella barlaeana (Pezizaceae) - Psathyra barlae Bres. 1881, în prezent Psathyrella bipellis (Psathyrellaceae) - Russula barlae var. barlae Quél. 1883 (Russulaceae) - Russula barlae Quél. 1884, în prezent Russula xerampelina (Russulaceae) - Russula barlae sensu Romagn., 1967 , în prezent Russula cicatricata (Russulaceae) - Serapicamptis barlae (K.Richt.) J.M.H.Shaw 2005, (Orchidaceae) - Scutellinia barlae (Boud.) Maire, 1933 (Pyronemataceae) - Tulostoma barlae Quél., 1883 (Agaricaceae) |

## Publicații (selecție)

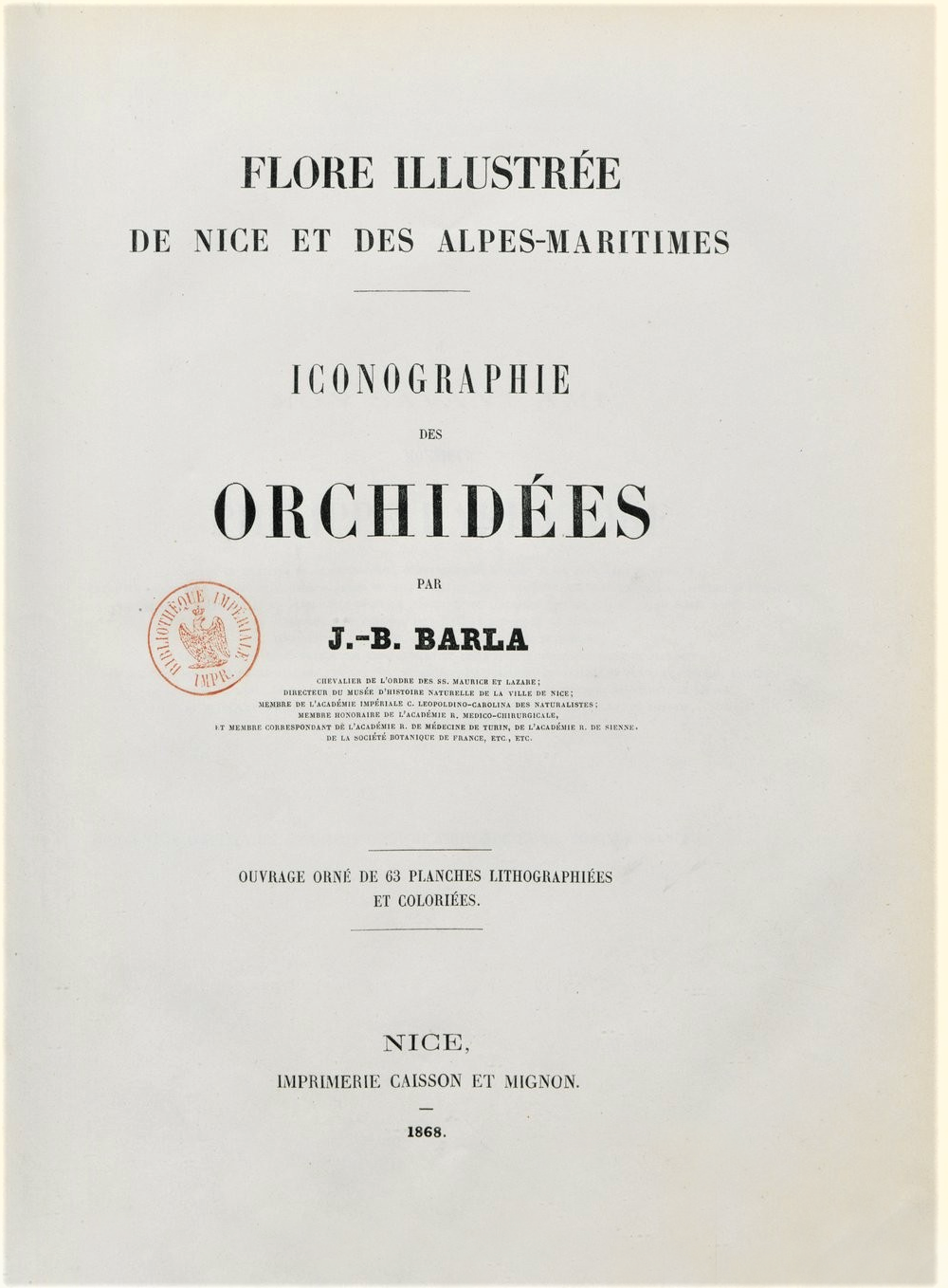
Barla: Iconographie des orchidées

- Tableau comparatif des champignons comestibles et vénéneux de Nice, Editura Canis Frères, Nisa 1855
- Aperçu mycologique et catalogue des champignons observés dans les environs de Nice, Editura Canis Frères, Nisa 1858, 62 pp.
- Les Champignons de la province de Nice et principalement les espèces comestibles, suspectes ou vénéneuses, dessinés d'après nature et décrits par J.-B. Barla, Editura Canis Frères, Nisa 1859, 158 pp. (cu 48 plăci colorate)
- Flore illustrée de Nice et des Alpes-Maritimes : Iconographie des orchidées, Nice, Editura Caisson et Mignon, Nisa 1868
- Description et figure du Xanthium spinosum : Lampourde épineuse spécifique contre l’hydrophobie, Editura Caisson et Mignon, Nisa 1876
- Liste des champignons nouvellement observés dans le département des Alpes-Maritimes, în: Bulletin de la Société mycologique de France, nr. 1,‎ 1885, p. 189-194
- Liste des champignons nouvellement observés dans le département des Alpes-Maritimes, în: Bulletin de la Société mycologique de France, nr. 2,‎ 1886, p. 112-119
- Liste des champignons nouvellement observés dans le département des Alpes-Maritimes, în: Bulletin de la Société mycologique de France, nr. 3, fascicula a 2-a,‎ 1887, p. 138-144
- Liste des champignons nouvellement observés dans le département des Alpes-Maritimes, în: Bulletin de la Société mycologique de France, nr. 3, fascicula a 3-a,‎ 1887, p. 195-214
- Flore mycologique illustrée - Les Champignons des Alpes-Maritimes, avec l'indication de leurs propriétés utiles ou nuisibles, Editura A. Gilletta, Nisa 1888
- "Les champignons des Alpes Maritimes", Editura A. Gilletta, Nisa 1889-1892 (cu 69 plăci colorate).